# 受激发射

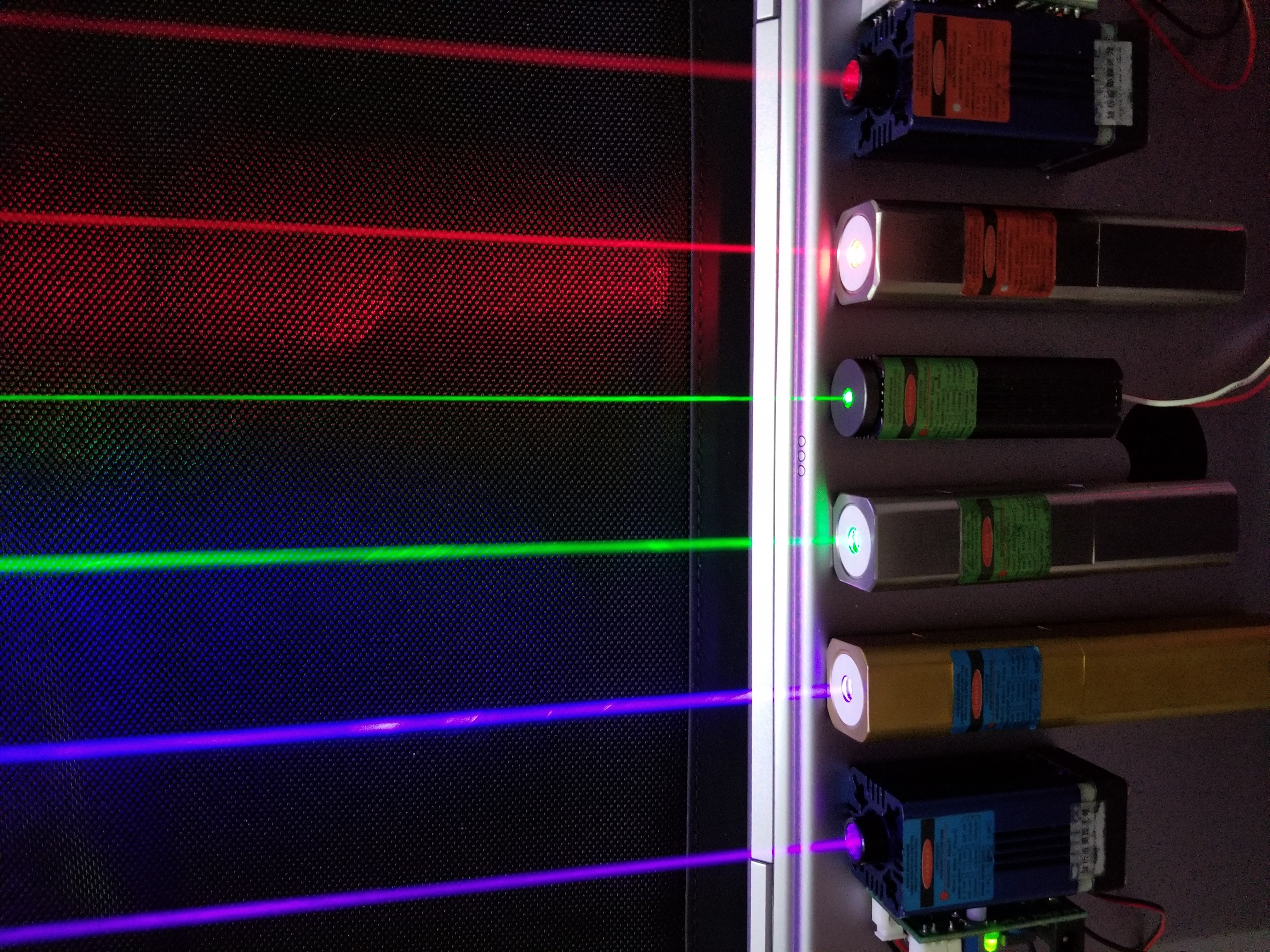
激光是受激輻射的一種

受激辐射（英語：Stimulated emission）是雷射的主要光源。受激辐射的光放大（英語：Light Amplification by Stimulated Emission of Radiation）縮寫就是“LASER”。受激辐射概念是由阿尔伯特·爱因斯坦在他1917年發表的論文《關於輻射的量子理論》中提出的；大約10年後，英國著名物理學家、劍橋大學教授保羅·狄拉克首次實驗證明受激辐射的存在。

## 定義
在說明受激发射之前需先了解原子的能階之概念，其中發出光最重要的就是所謂躍遷。
- 原子結構
  - 原子基本上由原子核、電子組成。若有外來能量使電子與原子核的距離增大，則內能增加；反之減少。
- 原子能階
  - 波爾假說：原子存在某些定態，在這些定態時不發出也不吸收電磁輻射，原子定態能量只能採取某些分立值E1、E2等，這些定態能量的值稱為能階。
  - 電子通過能階躍遷可以改變其軌道，離原子核較遠的軌道具有較高的能階。當電子從離原子核較遠的軌道（高能階）躍遷到離原子核較近的軌道（低能階）上時將會發射出光子。反之，吸收光子或聲子，可使電子自較低能階軌道躍遷到較高能階的軌道。每個躍遷對應一個特定的能量和波長。

與躍遷對應的高能階能量E2和低能階能量E1 滿足關係式：{\displaystyle E_{2}-E_{1}={h}{\nu }={\frac {hc}{\lambda }}}
- 上式中 c指真空中的光速，{\displaystyle c=3*10^{8}}m/s，λ為波長，ν為頻率，h為普朗克常數；{\displaystyle h=6.62*10^{-34}}  J．s

## 發光
正常情況下，大多數粒子處於基態，要使這些粒子產生輻射作用，必須把處於基態的粒子激發到高能階上去。由於原子內部結構不同，相同的外界條件使原子從基態激發到各高能階的機率不同。通常把原子、分子或離子激發到某一能階上的可能性稱為這一能階的“激發機率”。
理論研究表明，光的發射過程分為兩種，一種是在沒有外來光子的情況下，處於高能階E2的一個原子自發地向低能階E1躍遷，並發射一個能量為E2-E1的光子，這種過程稱為“自發躍遷”；由原子自發躍遷發出的光波稱為自發發射。
另一種發射過程是處於高能階E2上的原子，在頻率為ν的輻射場作用下，躍遷至低能階E1並輻射一個能量為E2-E1（=hν），與激勵光子完全相同的光子，這種過程稱為受激发射躍遷；受激发射躍遷發出的光波，稱為受激发射。
受激发射與自發發射最重要的區別在於干涉性。自發發射是原子在不受外界輻射場控制情況下的自發過程，大量原子的自發輻射場的相位是不干涉的，輻射場的傳播方向和偏振態也是無規分佈，而受激发射是在外界輻射場控制下的發光過程。因此，受激輻射場的頻率、相位、傳播方向和偏振態與外界輻射場完全相同。激光就是一種受激发射的干涉光。

### 受激发射躍遷機率
{\displaystyle W_{21}=\left[{\frac {dN_{21}}{dt}}\right]_{st}*{\frac {1}{N_{2}}}=B_{21}{\boldsymbol {\rho }}\nu } 

{\displaystyle W_{21}}定義為單位時間內，{\displaystyle N_{2}}個高能階原子中發生躍遷的原子數與{\displaystyle N_{2}}之比

{\displaystyle B_{21}}為受激發射躍遷愛因斯坦係數，為輻射場單色能量密度。單位體積內，頻率處於ν附近的單位頻率間隔中的電磁輻射能量。
受激發射躍遷機率不僅與原子性質有關，還與輻射場的ρν有關。